# Юник
Юник (алб. Junik; серб. Јуник, Junik) — город или село в исторической области Метохия. С 2008 года находится под контролем частично признанной Республики Косово.

## Административная принадлежность
| Сербская позиция                                                                 | Албанская позиция                                                        |
| -------------------------------------------------------------------------------- | ------------------------------------------------------------------------ |
| входит в общину Дечани Печского округа автономного края Косово и Метохия, Сербия | административный центр общины Юник Джяковицкого округа Республики Косово |

## Население
Согласно переписи населения 1981 года в городе проживало 4553 человека: 4501 албанец, 27 черногорцев, 13 сербов, 8 мусульман, 2 хорвата, 1 македонец.
Согласно переписи населения 2011 года в городе проживало 6053 человека: 2979 мужчин и 3074 женщина; 6038 албанцев, 6 лиц другой национальности, 9 лиц неизвестной национальности, 2 лица предпочли не указывать национальность.
| Численность населения | Численность населения | Численность населения | Численность населения | Численность населения | Численность населения | Численность населения |
| 1948                  | 1953                  | 1961                  | 1971                  | 1981                  | 1991                  | 2011                  |
| --------------------- | --------------------- | --------------------- | --------------------- | --------------------- | --------------------- | --------------------- |
| 2391                  | 2439                  | 3024                  | 3445                  | 4553                  | 5490                  | 6053                  |

## Достопримечательности
- Башня Б. Хайдария[6];
- башня Садик Р. Шеху[7];
- башня Ибрагим Ходже[8];
- башня Ях Имерия[9];
- башня Пепши[10].
- мечеть Лагес Кёке (1580 год);
- мечеть Лагес Ходже (1849 год)

## Известные уроженцы
- Луан Красники — боксёр-профессионал, живёт в Германии. Бронзовый призёр Олимпийских игр 1996 года.
- Кестьелла Пепши — финалистка конкурса Мисс Вселенная от Косова.